# Neobisium simoni
Neobisium simoni är en spindeldjursart som först beskrevs av Ludwig Carl Christian Koch 1873.  Neobisium simoni ingår i släktet Neobisium och familjen helplåtklokrypare.

## Underarter
Arten delas in i följande underarter:
- N. s. petzi
- N. s. simoni